# Christoph Friedrich von Münchhausen
Christoph Friedrich von Münchhausen (* 22. Mai 1644 in Leitzkau; † 4. Februar 1700 in Halberstadt) war ein kurbrandenburgischer Landrat, Obersteuerdirektor und Rittergutsbesitzer, Bergbauunternehmer und Domherr zu Halberstadt.

## Leben
Christoph von Münchhausen, ein Urenkel des Söldnerführers Hilmar von Münchhausen und Enkel von Hilmar dem Jüngeren von Münchhausen aus dem 1183 erstmals urkundlich erwähnten Adelsgeschlecht, war der Sohn von Philipp Adolph von Münchhausen (1593–1657).
Bei der Teilung des väterlichen Besitzes, die er am 5. April 1679 gemeinsam mit den Söhnen seines verstorbenen älteren Bruders Hilmar von Münchhausen vornahm, erhielt er Althaus Leitzkau, zudem erwarb er auch Hobeck. An der Sankt-Judae-Kirche in Hobeck verweist eine Inschrift auf ihn.
Bereits frühzeitig betätigte er sich als Unternehmer im Montanwesen des Harzes. So war er durch den käuflichen Erwerb zahlreicher Kuxe an mehreren Fundgruben in Clausthal und Zellerfeld beteiligt. Ferner erwarb er ein Erbzinsgut in Sülldorf bei Magdeburg, auf dessen Grund und Boden sich der bereits seit dem Mittelalter bekannte Salzbrunnen befand. Das dort befindliche privilegierte Salzwerk ließ Christoph Friedrich von Münchhausen ausbauen. Vom Kurfürsten von Brandenburg war er mit dem zollfreien Transport des Salzes auf dem Wasserwege bis nach Mecklenburg und Schlesien privilegiert worden. Um das Salzwerk bei Sülldorf effizient zu betreiben, war die Feuerung mit Kohle erforderlich. Zur Vermeidung langer Transportwege für die Kohle erwarb er bei Seehausen ein Grundstück, auf dem sich ein Kohleflöz befand. Mit landesherrlicher Konzession betrieb er bei Seehausen sein Kohlebergwerk, das allerdings mit seinem Tod im Jahre 1700 zum Erliegen kam und von seinen Erben an den königlich-preußischen Berghauptmann verkauft wurde.

## Familie
Am 14. November 1676 Lahr heiratete Christoph Friedrich von Münchhausen Dorothea von Grapendorff.